# Riverdale (Fernsehserie)/Episodenliste

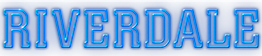
Logo zur Serie

Diese Episodenliste enthält alle bisherigen Episoden der US-amerikanischen Jugend- und Dramaserie Riverdale, sortiert nach der US-amerikanischen Erstausstrahlung. Die Fernsehserie umfasst insgesamt sieben Staffeln mit 137 Episoden.

## Übersicht
| Staffel | Episodenanzahl | Erstausstrahlung USA | Erstausstrahlung USA | Deutschsprachige Erstveröffentlichung | Deutschsprachige Erstveröffentlichung |
| Staffel | Episodenanzahl | Staffelpremiere      | Staffelfinale        | Staffelpremiere                       | Staffelfinale                         |
| ------- | -------------- | -------------------- | -------------------- | ------------------------------------- | ------------------------------------- |
| 1       | 13             | 26. Januar 2017      | 11. Mai 2017         | 27. Januar 2017                       | 12. Mai 2017                          |
| 2       | 22             | 11. Oktober 2017     | 16. Mai 2018         | 12. Oktober 2017                      | 17. Mai 2018                          |
| 3       | 22             | 10. Oktober 2018     | 15. Mai 2019         | 11. Oktober 2018                      | 16. Mai 2019                          |
| 4       | 19             | 9. Oktober 2019      | 6. Mai 2020          | 10. Oktober 2019                      | 7. Mai 2020                           |
| 5       | 19             | 20. Januar 2021      | 6. Oktober 2021      | 21. Januar 2021                       | 7. Oktober 2021                       |
| 6       | 22             | 16. November 2021    | 31. Juli 2022        | 17. November 2021                     | 1. August 2022                        |
| 7       | 20             | 29. März 2023        | 23. August 2023      | 30. März 2023                         | 24. August 2023                       |

## Staffel 1
Die Erstausstrahlung der ersten Staffel war vom 26. Januar bis zum 11. Mai 2017 auf dem US-amerikanischen Fernsehsender The CW zu sehen. Die deutschsprachige Erstveröffentlichung fand vom 27. Januar bis zum 12. Mai 2017 auf Netflix per Streaming statt.
| Nr. (ges.) | Nr. (St.) | Deutscher Titel                                   | Originaltitel                               | Erstausstrahlung USA | Deutschsprachige Erstveröffentlichung (D/A/CH) | Regie              | Drehbuch                              | Zuschauer (USA) |
| ---------- | --------- | ------------------------------------------------- | ------------------------------------------- | -------------------- | ---------------------------------------------- | ------------------ | ------------------------------------- | --------------- |
| 1          | 1         | Kapitel eins: „Das Flussufer“                     | Chapter One: The River’s Edge               | 26. Jan. 2017        | 27. Jan. 2017                                  | Lee Toland Krieger | Roberto Aguirre-Sacasa                | 1,378 Mio.      |
| 2          | 2         | Kapitel zwei: „Die Verkörperung des Bösen“        | Chapter Two: A Touch of Evil                | 2. Feb. 2017         | 3. Feb. 2017                                   | Lee Toland Krieger | Roberto Aguirre-Sacasa                | 1,151 Mio.      |
| 3          | 3         | Kapitel drei: „Der Tod kommt zweimal“             | Chapter Three: Body Double                  | 9. Feb. 2017         | 10. Feb. 2017                                  | Lee Toland Krieger | Yolonda E. Lawrence                   | 1,197 Mio.      |
| 4          | 4         | Kapitel vier: „Die letzte Vorstellung“            | Chapter Four: The Last Picture Show         | 16. Feb. 2017        | 17. Feb. 2017                                  | Mark Piznarski     | Michael Grassi                        | 1,139 Mio.      |
| 5          | 5         | Kapitel fünf: „Herz in der Finsternis“            | Chapter Five: Heart of Darkness             | 23. Feb. 2017        | 24. Feb. 2017                                  | Jesse Warn         | Ross Maxwell                          | 0,975 Mio.      |
| 6          | 6         | Kapitel sechs: „Die Satansweiber“                 | Chapter Six: Faster, Pussycats! Kill! Kill! | 2. März 2017         | 3. März 2017                                   | Steven A. Adelson  | Tessa Leigh Williams & Nicholas Zwart | 1,089 Mio.      |
| 7          | 7         | Kapitel sieben: „Ein einsamer Ort“                | Chapter Seven: In a Lonely Place            | 9. März 2017         | 10. März 2017                                  | Allison Anders     | Aaron Allen                           | 1,028 Mio.      |
| 8          | 8         | Kapitel acht: „Die Outsider“                      | Chapter Eight: The Outsiders                | 30. März 2017        | 31. März 2017                                  | David Katzenberg   | Julia Cohen                           | 0,992 Mio.      |
| 9          | 9         | Kapitel neun: „Die große Illusion“                | Chapter Nine: La Grande Illusion            | 6. Apr. 2017         | 7. Apr. 2017                                   | Lee Rose           | James DeWille                         | 0,907 Mio.      |
| 10         | 10        | Kapitel zehn: „Das verlorene Wochenende“          | Chapter Ten: The Lost Weekend               | 13. Apr. 2017        | 14. Apr. 2017                                  | Dawn Wilkinson     | Britta Lundin & Brian E. Paterson     | 0,872 Mio.      |
| 11         | 11        | Kapitel elf: „Einmal Riverdale und wieder zurück“ | Chapter Eleven: To Riverdale and Back Again | 27. Apr. 2017        | 28. Apr. 2017                                  | Kevin Sullivan     | Roberto Aguirre-Sacasa                | 0,885 Mio.      |
| 12         | 12        | Kapitel zwölf: „Anatomie eines Mordes“            | Chapter Twelve: Anatomy of a Murder         | 4. Mai 2017          | 5. Mai 2017                                    | Rob Seidenglanz    | Michael Grassi                        | 0,977 Mio.      |
| 13         | 13        | Kapitel dreizehn: „Das süße Jenseits“             | Chapter Thirteen: The Sweet Hereafter       | 11. Mai 2017         | 12. Mai 2017                                   | Lee Toland Krieger | Roberto Aguirre-Sacasa                | 0,962 Mio.      |

## Staffel 2
Die Erstausstrahlung der zweiten Staffel war vom 11. Oktober 2017 bis zum 16. Mai 2018 auf dem US-amerikanischen Fernsehsender The CW zu sehen. Die deutschsprachige Erstveröffentlichung fand vom 12. Oktober 2017 bis zum 17. Mai 2018 auf Netflix per Streaming statt.
| Nr. (ges.) | Nr. (St.) | Deutscher Titel                                                  | Originaltitel                                     | Erstausstrahlung USA | Deutschsprachige Erstveröffentlichung (D/A/CH) | Regie             | Drehbuch                                 | Zuschauer (USA) |
| ---------- | --------- | ---------------------------------------------------------------- | ------------------------------------------------- | -------------------- | ---------------------------------------------- | ----------------- | ---------------------------------------- | --------------- |
| 14         | 1         | Kapitel vierzehn: „Der Kuß vor dem Tode“                         | Chapter Fourteen: A Kiss Before Dying             | 11. Okt. 2017        | 12. Okt. 2017                                  | Rob Seidenglanz   | Roberto Aguirre-Sacasa                   | 2,302 Mio.      |
| 15         | 2         | Kapitel fünfzehn: „Nachteulen“                                   | Chapter Fifteen: Nighthawks                       | 18. Okt. 2017        | 19. Okt. 2017                                  | Allison Anders    | Michael Grassi                           | 1,775 Mio.      |
| 16         | 3         | Kapitel sechzehn: „Schreie der Verlorenen“                       | Chapter Sixteen: The Watcher In The Woods         | 25. Okt. 2017        | 26. Okt. 2017                                  | Kevin Sullivan    | Ross Maxwell                             | 1,611 Mio.      |
| 17         | 4         | Kapitel siebzehn: „Der Umleger“                                  | Chapter Seventeen: The Town That Dreaded Sundown  | 1. Nov. 2017         | 2. Nov. 2017                                   | Allison Anders    | Amanda Lasher                            | 1,509 Mio.      |
| 18         | 5         | Kapitel achtzehn: „Das Grauen kommt um Zehn“                     | Chapter Eighteen: When a Stranger Calls           | 8. Nov. 2017         | 9. Nov. 2017                                   | Ellen S. Pressman | Aaron Allen                              | 1,469 Mio.      |
| 19         | 6         | Kapitel neunzehn: „Death Proof – Todsicher“                      | Chapter Nineteen: Death Proof                     | 15. Nov. 2017        | 16. Nov. 2017                                  | Maggie Kiley      | Tessa Leigh Williams & Arabella Anderson | 1,431 Mio.      |
| 20         | 7         | Kapitel zwanzig: „Geschichten aus der Schattenwelt“              | Chapter Twenty: Tales from the Darkside           | 29. Nov. 2017        | 30. Nov. 2017                                  | Dawn Wilkinson    | James DeWille                            | 1,445 Mio.      |
| 21         | 8         | Kapitel einundzwanzig: „House of the Devil“                      | Chapter Twenty-One: House of the Devil            | 6. Dez. 2017         | 7. Dez. 2017                                   | Kevin Sullivan    | Yolonda Lawrence                         | 1,478 Mio.      |
| 22         | 9         | Kapitel zweiundzwanzig: „Stille Nacht, Horror Nacht“             | Chapter Twenty-Two: Silent Night, Deadly Night    | 13. Dez. 2017        | 14. Dez. 2017                                  | Rob Seidenglanz   | Shepard Boucher                          | 1,432 Mio.      |
| 23         | 10        | Kapitel dreiundzwanzig: „Die Saat der Gewalt“                    | Chapter Twenty-Three: The Blackboard Jungle       | 17. Jan. 2018        | 18. Jan. 2018                                  | Tim Hunter        | Britta Lundin & Brian E. Paterson        | 1,444 Mio.      |
| 24         | 11        | Kapitel vierundzwanzig: „The Wrestler“                           | Chapter Twenty-Four: The Wrestler                 | 24. Jan. 2018        | 25. Jan. 2018                                  | Gregg Araki       | Britta Lundin                            | 1,386 Mio.      |
| 25         | 12        | Kapitel fünfundzwanzig: „The Wicked and the Devine“              | Chapter Twenty-Five: The Wicked and the Devine    | 31. Jan. 2018        | 1. Feb. 2018                                   | Rachel Talalay    | Roberto Aguirre-Sacasa                   | 1,338 Mio.      |
| 26         | 13        | Kapitel sechsundzwanzig: „Das verräterische Herz“                | Chapter Twenty-Six: The Tell-Tale Heart           | 7. Feb. 2018         | 8. Feb. 2018                                   | Julie Plec        | Michael Grassi                           | 1,284 Mio.      |
| 27         | 14        | Kapitel siebenundzwanzig: „Hügel der blutigen Augen“             | Chapter Twenty-Seven: The Hills Have Eyes         | 7. März 2018         | 8. März 2018                                   | David Katzenberg  | Ross Maxwell                             | 1,259 Mio.      |
| 28         | 15        | Kapitel achtundzwanzig: „There Will Be Blood“                    | Chapter Twenty-Eight: There Will Be Blood         | 14. März 2018        | 15. März 2018                                  | Mark Piznarski    | Aaron Allen                              | 1,190 Mio.      |
| 29         | 16        | Kapitel neunundzwanzig: „Mit aller Macht“                        | Chapter Twenty-Nine: Primary Colors               | 21. März 2018        | 22. März 2018                                  | Sherwin Shilati   | James DeWille                            | 1,160 Mio.      |
| 30         | 17        | Kapitel dreißig: „Die Schlinge zieht sich zu“                    | Chapter Thirty: The Noose Tightens                | 28. März 2018        | 29. März 2018                                  | Alexis Ostrander  | Britta Lundin & Brian E. Paterson        | 0,960 Mio.      |
| 31         | 18        | Kapitel einunddreißig: „Die letzte Nacht der Titanic“            | Chapter Thirty-One: A Night to Remember           | 18. Apr. 2018        | 19. Apr. 2018                                  | Jason Stone       | Arabella Anderson & Tessa Leigh Williams | 1.100 Mio.      |
| 32         | 19        | Kapitel zweiunddreißig: „Gefangene“                              | Chapter Thirty-Two: Prisoners                     | 25. Apr. 2018        | 26. Apr. 2018                                  | Jennifer Phang    | Cristine Chambers                        | 1.170 Mio.      |
| 33         | 20        | Kapitel dreiunddreißig: „Im Schatten eines Zweifels“             | Chapter Thirty-Three: Shadow of a Doubt           | 2. Mai 2018          | 3. Mai 2018                                    | Gregory Smith     | Yolanda E. Lawrence                      | 1,110 Mio.      |
| 34         | 21        | Kapitel vierunddreißig: „Judgement Night – Zum Töten verurteilt“ | Chapter Thirty-Four: The Killing of a Sacred Deer | 9. Mai 2018          | 10. Mai 2018                                   | Cherie Nowlan     | Shepard Boucher                          | 1,008 Mio.      |
| 35         | 22        | Kapitel fünfunddreißig: „Schöne neue Welt“                       | Chapter Thirty-Five: Brave New World              | 16. Mai 2018         | 17. Mai 2018                                   | Steven A. Adelson | Roberto Aguirre-Sacasa                   | 1,279 Mio.      |

## Staffel 3
Die Erstausstrahlung der dritten Staffel war vom 10. Oktober 2018 bis zum 15. Mai 2019 auf dem US-amerikanischen Fernsehsender The CW zu sehen. Die deutschsprachige Erstveröffentlichung fand vom 11. Oktober 2018 bis zum 16. Mai 2019 auf Netflix per Streaming statt.
| Nr. (ges.) | Nr. (St.) | Deutscher Titel                                              | Originaltitel                                       | Erstausstrahlung USA | Deutschsprachige Erstveröffentlichung (D/A/CH) | Regie              | Drehbuch                                | Zuschauer (USA) |
| ---------- | --------- | ------------------------------------------------------------ | --------------------------------------------------- | -------------------- | ---------------------------------------------- | ------------------ | --------------------------------------- | --------------- |
| 36         | 1         | Kapitel sechsunddreißig: „Labor Day“                         | Chapter Thirty-Six: Labor-Day                       | 10. Okt. 2018        | 11. Okt. 2018                                  | Kevin Sullivan     | Roberto Aguirre-Sacasa                  | 1,504 Mio.      |
| 37         | 2         | Kapitel siebenunddreißig: „Von Gott und Menschen übersehn“   | Chapter Thirty-Seven: Fortune and Men’s Eyes        | 17. Okt. 2018        | 18. Okt. 2018                                  | Jeff Woolnough     | Michael Grassi                          | 1,276 Mio.      |
| 38         | 3         | Kapitel achtunddreißig: „Katakomben“                         | Chapter Thirty-Eight: As Above, So Below            | 24. Okt. 2018        | 25. Okt. 2018                                  | Jeff Hunt          | Aaron Allen                             | 1,397 Mio.      |
| 39         | 4         | Kapitel neununddreißig: „The Midnight Club“                  | Chapter Thirty-Nine: The Midnight Club              | 7. Nov. 2018         | 8. Nov. 2018                                   | Dawn Wilkinson     | Tessa Leigh Williams                    | 1,369 Mio.      |
| 40         | 5         | Kapitel vierzig: „Gesprengte Ketten“                         | Chapter Forty: The Great Escape                     | 14. Nov. 2018        | 15. Nov. 2018                                  | Pam Romanowsky     | Greg Murray & Ace Hasan                 | 1,248 Mio.      |
| 41         | 6         | Kapitel einundvierzig: „Blutmond – Roter Drache“             | Chapter Forty-One: Manhunter                        | 28. Nov. 2018        | 29. Nov. 2018                                  | Rachel Talalay     | Cristine Chambers                       | 1,267 Mio.      |
| 42         | 7         | Kapitel zweiundvierzig: „Der Mann in Schwarz“                | Chapter Forty-Two: The Man in Black                 | 5. Dez. 2018         | 6. Dez. 2018                                   | Alex Pillai        | Janine Salinas Schoenberg               | 1,092 Mio.      |
| 43         | 8         | Kapitel dreiundvierzig: „Outbreak – Lautlose Killer“         | Chapter Forty-Three: Outbreak                       | 12. Dez. 2018        | 13. Dez. 2018                                  | John Kretchmer     | James DeWille                           | 1,203 Mio.      |
| 44         | 9         | Kapitel vierundvierzig: „Geschlossene Gesellschaft“          | Chapter Forty-Four: No Exit                         | 16. Jan. 2019        | 17. Jan. 2019                                  | Jeff Hunt          | Arabella Anderson                       | 1,316 Mio.      |
| 45         | 10        | Kapitel fünfundvierzig: „Der Fremde“                         | Chapter Forty-Five: The Stranger                    | 23. Jan. 2019        | 24. Jan. 2019                                  | Maggie Kiley       | Brian E. Paterson                       | 1,120 Mio.      |
| 46         | 11        | Kapitel sechsundvierzig: „Die blutrote Dahlie“               | Chapter Forty-Six: The Red Dahlia                   | 30. Jan. 2019        | 31. Jan. 2019                                  | Greg Smith         | Devon Turner & Will Ewing               | 1,259 Mio.      |
| 47         | 12        | Kapitel siebenundvierzig: „Bizarrodale“                      | Chapter Forty-Seven: Bizarrodale                    | 6. Feb. 2019         | 7. Feb. 2019                                   | Harry Jierjian     | Britta Lundin                           | 0,960 Mio.      |
| 48         | 13        | Kapitel achtundvierzig: „Requiem für einen Weltergewichtler“ | Chapter Forty-Eight: Requiem for a Welterweight     | 27. Feb. 2019        | 28. Feb. 2019                                  | Tawnia McKiernan   | Michael Grassi                          | 0,859 Mio.      |
| 49         | 14        | Kapitel neunundvierzig: „Twin Peaks“                         | Chapter Forty-Nine: Fire Walk with Me               | 6. März 2019         | 7. März 2019                                   | Marisol Adler      | Aaron Allen                             | 0,921 Mio.      |
| 50         | 15        | Kapitel fünfzig: „American Dreams“                           | Chapter Fifty: American Dreams                      | 13. März 2019        | 14. März 2019                                  | Gabriel Correa     | Roberto Aguirre-Sacasa                  | 0,945 Mio.      |
| 51         | 16        | Kapitel einundfünfzig: „Big Fun“                             | Chapter Fifty-One: Big Fun                          | 20. März 2019        | 21. März 2019                                  | Maggie Kiley       | Tessa Leigh Williams                    | 0,807 Mio.      |
| 52         | 17        | Kapitel zweiundfünfzig: „The Raid“                           | Chapter Fifty-Two: The Raid                         | 27. März 2019        | 28. März 2019                                  | Pamela Romanowsky  | Greg Murray & Ace Hasan                 | 0,814 Mio.      |
| 53         | 18        | Kapitel dreiundfünfzig: „Der zuckersüße Tod“                 | Chapter Fifty-Three: Jawbreaker                     | 17. Apr. 2019        | 18. Apr. 2019                                  | Gabriel Correa     | Brian E. Paterson & Arabella Anderson   | 0,798 Mio.      |
| 54         | 19        | Kapitel vierundfünfzig: „Fear the Reaper“                    | Chapter Fifty-Four: Fear the Reaper                 | 24. Apr. 2019        | 25. Apr. 2019                                  | Alexandra La Roche | Janine Salinas Schoenberg & Will Ewing  | 0,709 Mio.      |
| 55         | 20        | Kapitel fünfundfünfzig: „Prom Night“                         | Chapter Fifty-Five: Prom Night                      | 1. Mai 2019          | 2. Mai 2019                                    | David Katzenberg   | Britta Lundin & Devon Turner            | 0,702 Mio.      |
| 56         | 21        | Kapitel sechsundfünfzig: „The Dark Secret of Harvest House“  | Chapter Fifty-Six: The Dark Secret of Harvest House | 8. Mai 2019          | 9. Mai 2019                                    | Rob Seidenglanz    | Cristine Chambers & James DeWille       | 0,740 Mio.      |
| 57         | 22        | Kapitel siebenundfünfzig: „Übersteht die Nacht“              | Chapter Fifty-Seven: Survive the Night              | 15. Mai 2019         | 16. Mai 2019                                   | Rachel Talalay     | Roberto Aguirre-Sacasa & Michael Grassi | 0,860 Mio.      |

## Staffel 4
Die Erstausstrahlung der vierten Staffel war vom 9. Oktober 2019 bis zum 6. Mai 2020 auf dem US-amerikanischen Fernsehsender The CW zu sehen. Die deutschsprachige Erstveröffentlichung fand vom 10. Oktober 2019 bis zum 7. Mai 2020 auf Netflix per Streaming statt.
| Nr. (ges.) | Nr. (St.) | Deutscher Titel                                         | Originaltitel                                    | Erstausstrahlung USA | Deutschsprachige Erstveröffentlichung (D/A/CH) | Regie             | Drehbuch                           | Zuschauer (USA) |
| ---------- | --------- | ------------------------------------------------------- | ------------------------------------------------ | -------------------- | ---------------------------------------------- | ----------------- | ---------------------------------- | --------------- |
| 58         | 1         | Kapitel achtundfünfzig: „In Memoriam“                   | Chapter Fifty-Eight: In Memoriam                 | 9. Okt. 2019         | 10. Okt. 2019                                  | Gabriel Correa    | Roberto Aguirre-Sacasa             | 1,140 Mio.      |
| 59         | 2         | Kapitel neunundfünfzig: „Ich glaub’, ich steh’ im Wald“ | Chapter Fifty-Nine: Fast Times at Riverdale High | 16. Okt. 2019        | 17. Okt. 2019                                  | Pamela Romanowsky | Michael Grassi & Will Ewing        | 0,798 Mio.      |
| 60         | 3         | Kapitel sechzig: „Hundstage“                            | Chapter Sixty: Dog Day Afternoon                 | 23. Okt. 2019        | 24. Okt. 2019                                  | Greg Smith        | Ace Hasan & Greg Murray            | 0,865 Mio.      |
| 61         | 4         | Kapitel einundsechzig: „Halloween“                      | Chapter Sixty-One: Halloween                     | 30. Okt. 2019        | 31. Okt. 2019                                  | Erin Feeley       | Janine Salinas Schoenberg          | 0,737 Mio.      |
| 62         | 5         | Kapitel zweiundsechzig: „Zeugin der Anklage“            | Chapter Sixty-Two: Witness for the Prosecution   | 6. Nov. 2019         | 7. Nov. 2019                                   | Harry Jierjian    | Devon Turner                       | 0,757 Mio.      |
| 63         | 6         | Kapitel dreiundsechzig: „Hereditary – Das Vermächtnis“  | Chapter Sixty-Three: Hereditary                  | 13. Nov. 2019        | 14. Nov. 2019                                  | Gabriel Correa    | James DeWille                      | 0,820 Mio.      |
| 64         | 7         | Kapitel vierundsechzig: „Der Eissturm“                  | Chapter Sixty-Four: The Ice Storm                | 20. Nov. 2019        | 21. Nov. 2019                                  | Alex Pillai       | Arabella Anderson                  | 0,739 Mio.      |
| 65         | 8         | Kapitel fünfundsechzig: „In Treatment – Der Therapeut“  | Chapter Sixty-Five: In Treatment                 | 4. Dez. 2019         | 5. Dez. 2019                                   | Michael Goi       | Tessa Leigh Williams               | 0,686 Mio.      |
| 66         | 9         | Kapitel sechsundsechzig: „Tangerine“                    | Chapter Sixty-Six: Tangerine                     | 11. Dez. 2019        | 12. Dez. 2019                                  | Gabriel Correa    | Brian E. Paterson                  | 0,733 Mio.      |
| 67         | 10        | Kapitel siebenundsechzig: „Varsity Blues“               | Chapter Sixty-Seven: Varsity Blues               | 22. Jan. 2020        | 23. Jan. 2020                                  | Roxanne Benjamin  | Aaron Allen                        | 0,786 Mio.      |
| 68         | 11        | Kapitel achtundsechzig: „Quiz Show – Der Skandal“       | Chapter Sixty-Eight: Quiz Show                   | 29. Jan. 2020        | 30. Jan. 2020                                  | Chell Stephen     | Ted Sullivan                       | 0,733 Mio.      |
| 69         | 12        | Kapitel neunundsechzig: „Men of Honor“                  | Chapter Sixty-Nine: Men of Honor                 | 5. Feb. 2020         | 6. Feb. 2020                                   | Catriona McKenzie | Ariana Jackson                     | 0,652 Mio.      |
| 70         | 13        | Kapitel siebzig: „Die Iden des März“                    | Chapter Seventy: The Ides of March               | 12. Feb. 2020        | 13. Feb. 2020                                  | Claudia Yarmy     | Chrissy Maroon & Evan Kyle         | 0,645 Mio.      |
| 71         | 14        | Kapitel einundsiebzig: „How To Get Away With Murder“    | Chapter Seventy-One: How to Get Away with Murder | 26. Feb. 2020        | 27. Feb. 2020                                  | James DeWille     | Arabella Anderson                  | 0,673 Mio.      |
| 72         | 15        | Kapitel zweiundsiebzig: „To Die For“                    | Chapter Seventy-Two: To Die For                  | 4. März 2020         | 5. März 2020                                   | Shannon Kohli     | Roberto Aguirre-Sacasa             | 0,660 Mio.      |
| 73         | 16        | Kapitel dreiundsiebzig: „Verschlossen und verriegelt“   | Chapter Seventy-Three: The Locked Room           | 11. März 2020        | 12. März 2020                                  | Tessa Blake       | Aaron Allen                        | 0,660 Mio.      |
| 74         | 17        | Kapitel vierundsiebzig: „Wicked Little Town“            | Chapter Seventy-Four: Wicked Little Town         | 15. Apr. 2020        | 16. Apr. 2020                                  | Antonio Negret    | Tessa Leigh Williams               | 0,541 Mio.      |
| 75         | 18        | Kapitel fünfundsiebzig: „Lynch-Style“                   | Chapter Seventy-Five: Lynchian                   | 29. Apr. 2020        | 30. Apr. 2020                                  | Steven A. Adelson | Ariana Jackson & Brian E. Paterson | 0,661 Mio.      |
| 76         | 19        | Kapitel sechsundsiebzig: „Mord an Mr. Honey“            | Chapter Seventy-Six: Killing Mr. Honey           | 6. Mai 2020          | 7. Mai 2020                                    | Mädchen Amick     | James DeWille & Ted Sullivan       | 0,648 Mio.      |

## Staffel 5
Die Erstausstrahlung der fünften Staffel war vom 20. Januar bis zum 6. Oktober 2021 auf dem US-amerikanischen Fernsehsender The CW zu sehen. Die deutschsprachige Erstveröffentlichung fand vom 21. Januar bis zum 7. Oktober 2021 auf Netflix per Streaming statt.
| Nr. (ges.) | Nr. (St.) | Deutscher Titel                                         | Originaltitel                                   | Erstausstrahlung USA | Deutschsprachige Erstveröffentlichung (D/A/CH) | Regie               | Drehbuch                                 | Zuschauer (USA) |
| ---------- | --------- | ------------------------------------------------------- | ----------------------------------------------- | -------------------- | ---------------------------------------------- | ------------------- | ---------------------------------------- | --------------- |
| 77         | 1         | Kapitel siebenundsiebzig: „Höhepunkt“                   | Chapter Seventy-Seven: Climax                   | 20. Jan. 2021        | 21. Jan. 2021                                  | Pamela Romanowsky   | Ace Hasan & Greg Murray                  | 0,625 Mio.      |
| 78         | 2         | Kapitel achtundsiebzig: „Die Preppy-Morde“              | Chapter Seventy-Eight: The Preppy Murders       | 27. Jan. 2021        | 28. Jan. 2021                                  | Gabriel Correa      | Janine Salinas Schoenberg & Devon Turner | 0,520 Mio.      |
| 79         | 3         | Kapitel neunundsiebzig: „Der Abschluss“                 | Chapter Seventy-Nine: Graduation                | 3. Feb. 2021         | 4. Feb. 2021                                   | Gabriel Correa      | Roberto Aguirre-Sacasa                   | 0,544 Mio.      |
| 80         | 4         | Kapitel achtzig: „Fegefeuer“                            | Chapter Eighty: Purgatorio                      | 10. Feb. 2021        | 11. Feb. 2021                                  | Steven A. Adelson   | Roberto Aguirre-Sacasa                   | 0,476 Mio.      |
| 81         | 5         | Kapitel einundachtzig: „Heimkehr“                       | Chapter Eighty-One: The Homecoming              | 17. Feb. 2021        | 18. Feb. 2021                                  | Steven A. Adelson   | Michael Grassi                           | 0,587 Mio.      |
| 82         | 6         | Kapitel zweiundachtzig: „Der erste Schultag“            | Chapter Eighty-Two: Back to School              | 24. Feb. 2021        | 25. Feb. 2021                                  | Gabriel Correa      | Ariana Jackson                           | 0,596 Mio.      |
| 83         | 7         | Kapitel dreiundachtzig: „Feuer am Himmel“               | Chapter Eighty-Three: Fire in the Sky           | 10. März 2021        | 11. März 2021                                  | Gabriel Correa      | Ted Sullivan                             | 0,523 Mio.      |
| 84         | 8         | Kapitel vierundachtzig: „Bäumchen wechsle dich“         | Chapter Eighty-Four: Lock & Key                 | 17. März 2021        | 18. März 2021                                  | Rachel Talalay      | Arabella Anderson                        | 0,450 Mio.      |
| 85         | 9         | Kapitel fünfundachtzig: „Lonely Highway“                | Chapter Eighty-Five: Destroyer                  | 24. März 2021        | 25. März 2021                                  | Rob Seidenglanz     | Ace Hasan                                | 0,463 Mio.      |
| 86         | 10        | Kapitel sechsundachtzig: „Der Nadelkissenmann“          | Chapter Eighty-Six: The Pincushion Man          | 31. März 2021        | 1. Apr. 2021                                   | Gabriel Correa      | Chrissy Maroon                           | 0,489 Mio.      |
| 87         | 11        | Kapitel siebenundachtzig: „Fremde Bettgesellen“         | Chapter Eighty-Seven: Strange Bedfellows        | 11. Aug. 2021        | 12. Aug. 2021                                  | Tessa Blake         | Aaron Allen                              | 0,381 Mio.      |
| 88         | 12        | Kapitel achtundachtzig: „Bürgerin Lodge“                | Chapter Eighty-Eight: Citizen Lodge             | 18. Aug. 2021        | 19. Aug. 2021                                  | James DeWille       | Brian E. Paterson                        | 0,474 Mio.      |
| 89         | 13        | Kapitel neunundachtzig: „Auf den Hund gekommen“         | Chapter Eighty-Nine: Reservoir Dogs             | 25. Aug. 2021        | 26. Aug. 2021                                  | Gabriel Correa      | Evan Kyle                                | 0,467 Mio.      |
| 90         | 14        | Kapitel neunzig: „Die Nachtgalerie“                     | Chapter Ninety: The Night Gallery               | 1. Sep. 2021         | 2. Sep. 2021                                   | Mädchen Amick       | James DeWille                            | 0,364 Mio.      |
| 91         | 15        | Kapitel einundneunzig: „Die Pussycats“                  | Chapter Ninety-One: The Return of the Pussycats | 8. Sep. 2021         | 9. Sep. 2021                                   | Robin Givens        | Ariana Jackson & Evan Kyle               | 0,389 Mio.      |
| 92         | 16        | Kapitel zweiundneunzig: „Gefallene Brüder“              | Chapter Ninety-Two: Band of Brothers            | 15. Sep. 2021        | 16. Sep. 2021                                  | Robin Givens        | Janine Salinas Schoenberg                | 0,447 Mio.      |
| 93         | 17        | Kapitel dreiundneunzig: „Tanz des Todes“                | Chapter Ninety-Three: Dance of Death            | 22. Sep. 2021        | 23. Sep. 2021                                  | Nathalie Boltt      | Devon Turner                             | 0,345 Mio.      |
| 94         | 18        | Kapitel vierundneunzig: „Fast normal“                   | Chapter Ninety-Four: Next to Normal             | 29. Sep. 2021        | 30. Sep. 2021                                  | Ronald Paul Richard | Tessa Leigh Williams                     | 0,253 Mio.      |
| 95         | 19        | Kapitel fünfundneunzig: „Riverdale: Ruhe in Frieden(?)“ | Chapter Ninety-Five: Riverdale: RIP(?)          | 6. Okt. 2021         | 7. Okt. 2021                                   | Gabriel Correa      | Roberto Aguirre-Sacasa & Greg Murray     | 0,360 Mio.      |

## Staffel 6
Die Erstausstrahlung der sechsten Staffel war vom 16. November 2021 bis zum 31. Juli 2022 auf dem US-amerikanischen Fernsehsender The CW zu sehen. Die deutschsprachige Erstveröffentlichung fand vom 17. November 2021 bis zum 1. August 2022 auf Netflix per Streaming statt.
| Nr. (ges.)        | Nr. (St.) | Deutscher Titel                                                    | Originaltitel                                                 | Erstausstrahlung USA | Deutschsprachige Erstveröffentlichung (D/A/CH) | Regie               | Drehbuch                                      | Zuschauer (USA) |
| ----------------- | --------- | ------------------------------------------------------------------ | ------------------------------------------------------------- | -------------------- | ---------------------------------------------- | ------------------- | --------------------------------------------- | --------------- |
| Teil 1: Rivervale |           |                                                                    |                                                               |                      |                                                |                     |                                               |                 |
| 96                | 1         | Kapitel sechsundneunzig: „Willkommen in Rivervale“                 | Chapter Ninety-Six: Welcome to Rivervale                      | 16. Nov. 2021        | 17. Nov. 2021                                  | Gabriel Correa      | Roberto Aguirre-Sacasa                        | 0,334 Mio.      |
| 97                | 2         | Kapitel siebenundneunzig: „Geistergeschichten“                     | Chapter Ninety-Seven: Ghost Stories                           | 23. Nov. 2021        | 24. Nov. 2021                                  | Gabriel Correa      | Janine Salinas Schoenberg                     | 0,337 Mio.      |
| 98                | 3         | Kapitel achtundneunzig: „Mr. Cypher“                               | Chapter Ninety-Eight: Mr. Cypher                              | 30. Nov. 2021        | 1. Dez. 2021                                   | Jeff Woolnough      | Greg Murray                                   | 0,258 Mio.      |
| 99                | 4         | Kapitel neunundneunzig: „Hexenjagd(en)“                            | Chapter Ninety-Nine: The Witching Hour(s)                     | 7. Dez. 2021         | 8. Dez. 2021                                   | James DeWille       | Arabella Anderson                             | 0,267 Mio.      |
| 100               | 5         | Kapitel einhundert: „Das Jughead-Paradoxon“                        | Chapter One Hundred: The Jughead Paradox                      | 14. Dez. 2021        | 15. Dez. 2021                                  | Gabriel Correa      | Roberto Aguirre-Sacasa                        | 0,290 Mio.      |
| Teil 2            |           |                                                                    |                                                               |                      |                                                |                     |                                               |                 |
| 101               | 6         | Kapitel einhundertundeins: „Unglaublich“                           | Chapter One Hundred and One: Unbelievable                     | 20. März 2022        | 21. März 2022                                  | James DeWille       | James DeWille                                 | 0,230 Mio.      |
| 102               | 7         | Kapitel einhundertundzwei: „Tod auf einer Beerdigung“              | Chapter One Hundred and Two: Death at a Funeral               | 27. März 2022        | 28. März 2022                                  | Tara Dafoe          | Ted Sullivan                                  | 0,213 Mio.      |
| 103               | 8         | Kapitel einhundertunddrei: „Die Stadt“                             | Chapter One Hundred and Three: The Town                       | 3. Apr. 2022         | 4. Apr. 2022                                   | Rob Seidenglanz     | Brian E. Paterson                             | 0,184 Mio.      |
| 104               | 9         | Kapitel einhundertundvier: „Die Serpent-Queen“                     | Chapter One Hundred and Four: The Serpent Queen’s Gambit      | 10. Apr. 2022        | 11. Apr. 2022                                  | Antonio Negret      | Danielle Iman                                 | 0,215 Mio.      |
| 105               | 10        | Kapitel einhundertundfünf: „Volkshelden“                           | Chapter One Hundred and Five: Folk Heroes                     | 17. Apr. 2022        | 18. Apr. 2022                                  | Gabriel Correa      | Devon Turner                                  | 0,231 Mio.      |
| 106               | 11        | Kapitel einhundertundsechs: „Engel in Amerika“                     | Chapter One Hundred and Six: Angels in America                | 24. Apr. 2022        | 25. Apr. 2022                                  | Claudia Yarmy       | Evan Kyle                                     | 0,206 Mio.      |
| 107               | 12        | Kapitel einhundertundsieben: „Der Nebel“                           | One Hundred and Seven: In the Fog                             | 1. Mai 2022          | 2. Mai 2022                                    | Jeff Woolnough      | Chrissy Maroon                                | 0,163 Mio.      |
| 108               | 13        | Kapitel einhundertundacht: „Exlibris“                              | Chapter One Hundred and Eight: Ex-Libris                      | 8. Mai 2022          | 9. Mai 2022                                    | Ruba Nadda          | Aaron Allen                                   | 0,188 Mio.      |
| 109               | 14        | Kapitel einhundertundneun: „Giftig“                                | Chapter One Hundred and Nine: Venomous                        | 15. Mai 2022         | 16. Mai 2022                                   | Lisa Soper          | Tessa Leigh Williams                          | 0,196 Mio.      |
| 110               | 15        | Kapitel einhundertundzehn: „Dinge, die nachts ihr Unwesen treiben“ | Chapter One Hundred and Ten: Things That Go Bump in the Night | 22. Mai 2022         | 23. Mai 2022                                   | Gabriel Correa      | Gigi Swift & Ryan Terrebonne                  | 0,211 Mio.      |
| 111               | 16        | Kapitel einhundertundelf: „Arbeiter“                               | Chapter One Hundred and Eleven: Blue Collar                   | 29. Mai 2022         | 30. Mai 2022                                   | Tara Dafoe          | James DeWille & Arabella Anderson             | 0,169 Mio.      |
| 112               | 17        | Kapitel einhundertundzwölf: „American Psychos“                     | Chapter One Hundred and Twelve: American Psychos              | 12. Juni 2022        | 13. Juni 2022                                  | Gabriel Correa      | Tessa Leigh Williams & Greg Murray            | 0,240 Mio.      |
| 113               | 18        | Kapitel einhundertunddreizehn: „Biblisch“                          | Chapter One Hundred and Thirteen: Biblical                    | 26. Juni 2022        | 27. Juni 2022                                  | Ronald Paul Richard | Janine Salinas Schoenberg & Brian E. Paterson | 0,289 Mio.      |
| 114               | 19        | Kapitel einhundertundvierzehn: „Die Hexen von Riverdale“           | Chapter One Hundred and Fourteen: The Witches of Riverdale    | 10. Juli 2022        | 11. Juli 2022                                  | Alex Pillai         | Roberto Aguirre-Sacasa & Chrissy Maroon       | 0,221 Mio.      |
| 115               | 20        | Kapitel einhundertundfünfzehn: „Rückkehr nach Rivervale“           | Chapter One Hundred and Fifteen: Return to Rivervale          | 17. Juli 2022        | 18. Juli 2022                                  | Anna Kerrigan       | Ted Sullivan & Devon Turner                   | 0,259 Mio.      |
| 116               | 21        | Kapitel einhundertundsechzehn: „Das Gefecht“                       | Chapter One Hundred and Sixteen: The Stand                    | 24. Juli 2022        | 25. Juli 2022                                  | Cierra Glaude       | Danielle Iman & Evan Kyle                     | 0,230 Mio.      |
| 117               | 22        | Kapitel einhundertundsiebzehn: „Die Nacht des Kometen“             | Chapter One Hundred and Seventeen: Night of the Comet         | 31. Juli 2022        | 1. Aug. 2022                                   | Gabriel Correa      | Roberto Aguirre-Sacasa & Aaron Allen          | 0,174 Mio.      |

## Staffel 7
Die Erstausstrahlung der siebten Staffel war vom 29. März bis zum 23. August 2023 auf dem US-amerikanischen Fernsehsender The CW zu sehen. Die deutschsprachige Erstveröffentlichung fand vom 30. März bis zum 24. August 2023 auf Netflix per Streaming statt.
| Nr. (ges.) | Nr. (St.) | Deutscher Titel                                                            | Originaltitel                                                  | Erstausstrahlung USA | Deutschsprachige Erstveröffentlichung (D/A/CH) | Regie                   | Drehbuch                                      | Zuschauer (USA) |
| ---------- | --------- | -------------------------------------------------------------------------- | -------------------------------------------------------------- | -------------------- | ---------------------------------------------- | ----------------------- | --------------------------------------------- | --------------- |
| 118        | 1         | Kapitel einhundertundachtzehn: Alles wird gut                              | Chapter One Hundred and Eighteen: Don’t Worry, Darling         | 29. März 2023        | 30. März 2023                                  | Ronald Paul Richard     | Roberto Aguirre-Sacasa & Danielle Iman        | 0,257 Mio.      |
| 119        | 2         | Kapitel einhundertundneunzehn: Wer ist bereit für Rock ’n’ Roll?           | Chapter One Hundred and Nineteen: Skip, Hop, and Thump!        | 5. Apr. 2023         | 6. Apr. 2023                                   | Ronald Paul Richard     | Ariana Jackson                                | 0,274 Mio.      |
| 120        | 3         | Kapitel einhundertundzwanzig: Aufklärung                                   | Chapter One Hundred and Twenty: Sex Education                  | 12. Apr. 2023        | 13. Apr. 2023                                  | James DeWille           | Janine Salinas Schoenberg                     | 0,222 Mio.      |
| 121        | 4         | Kapitel einhundertundeinundzwanzig: Liebe und Heirat                       | Chapter One Hundred and Twenty-One: Love & Marriage            | 19. Apr. 2023        | 20. Apr. 2023                                  | Claudia Yarmy           | Chrissy Maroon                                | 0,247 Mio.      |
| 122        | 5         | Kapitel einhundertundzweiundzwanzig: Unfug und Chaos                       | Chapter One Hundred Twenty-Two: Tales in a Jugular Vein        | 26. Apr. 2023        | 27. Apr. 2023                                  | Jeff Woolnough          | Greg Murray                                   | 0,185 Mio.      |
| 123        | 6         | Kapitel einhundertunddreiundzwanzig: Voyeurinnen                           | Chapter One Hundred Twenty-Three: Peep Show                    | 3. Mai 2023          | 4. Mai 2023                                    | Amy Myrold              | Ted Sullivan                                  | 0,214 Mio.      |
| 124        | 7         | Kapitel einhundertundvierundzwanzig: Dads Tanzshow                         | Chapter One Hundred Twenty-Four: Dirty Dancing                 | 10. Mai 2023         | 11. Mai 2023                                   | Jesse Warn              | Aaron Allen                                   | 0,203 Mio.      |
| 125        | 8         | Kapitel einhundertundfünfundzwanzig: Die Geheimwaffe                       | Chapter One Hundred Twenty-Five: Hoop Dreams                   | 17. Mai 2023         | 18. Mai 2023                                   | Cierra „Shooter“ Glaude | Evan Kyle                                     | 0,228 Mio.      |
| 126        | 9         | Kapitel einhundertundsechsundzwanzig: Betty & Veronica                     | Chapter One Hundred Twenty-Six: Betty & Veronica Double Digest | 24. Mai 2023         | 25. Mai 2023                                   | Alex Sanjiv Pillai      | Will Ewing                                    | 0,185 Mio.      |
| 127        | 10        | Kapitel einhundertundsiebenundzwanzig:Heimweh                              | Chapter One Hundred Twenty-Seven: American Graffiti            | 31. Mai 2023         | 1. Juni 2023                                   | Kevin Rodney Sullivan   | Nate Burke & Sam Rubinek                      | 0,277 Mio.      |
| 128        | 11        | Kapitel einhundertundachtundzwanzig: Halloween II                          | Chapter One Hundred Twenty-Eight: Halloween II                 | 7. Juni 2023         | 8. Juni 2023                                   | Ronald Paul Richard     | Felicia Ho                                    | 0,233 Mio.      |
| 129        | 12        | Kapitel: einhundertundneunundzwanzig: Nach dem Fall                        | Chapter One Twenty-Nine: After the Fall                        | 21. Juni 2023        | 22. Juni 2023                                  | Julia Bettencourt       | Gigi Swift                                    | 0,190 Mio.      |
| 130        | 13        | Kapitel einhundertunddreißig: Hexenjagd                                    | Chapter One Hundred Thirty: The Crucible                       | 28. Juni 2023        | 29. Juni 2023                                  | Mädchen Amick           | Janine Salinas Schoenberg & Will Ewing        | 0,190 Mio.      |
| 131        | 14        | Kapitel einhundertundeinunddreißig: Archie – Das Musical                   | Chapter One Hundred Thirty-One: Archie the Musical             | 5. Juli 2023         | 6. Juli 2023                                   | Ronald Paul Richard     | Tessa Leigh Williams                          | 0,212 Mio.      |
| 132        | 15        | Kapitel einhundertundzweiunddreißig: Miss Riverdale Teen Queen             | Chapter One Hundred Thirty-Two: Miss Teen Riverdale            | 19. Juli 2023        | 20. Juli 2023                                  | Michael Goi             | Aaron Allen & Chrissy Maroon                  | 0,219 Mio.      |
| 133        | 16        | Kapitel einhundertunddreiunddreißig: Stag                                  | Chapter One Hundred Thirty-Three: Stag                         | 26. Juli 2023        | 27. Juli 2023                                  | Rob Seidenglanz         | Ryan Terrebonne                               | 0,155 Mio.      |
| 134        | 17        | Kapitel einhundertundvierunddreißig: Josie McCoy                           | Chapter One Hundred Thirty-Four: A Different Kind of Cat       | 2. Aug. 2023         | 3. Aug. 2023                                   | Kevin Rodney Sullivan   | Ariana Jackson & Evan Kyle                    | 0,205 Mio.      |
| 135        | 18        | Kapitel einhundertundfünfunddreißig: Für ein besseres Morgen               | Chapter One Hundred Thirty-Five: For A Better Tomorrow         | 9. Aug. 2023         | 10. Aug. 2023                                  | Gregory Smith           | Ted Sullivan & Greg Murray                    | 0,222 Mio.      |
| 136        | 19        | Kapitel einhundertundsechsunddreißig: Das goldene Zeitalter des Fernsehens | Chapter One Hundred Thirty-Six: The Golden Age of Television   | 16. Aug. 2023        | 17. Aug. 2023                                  | Tara Dafoe              | Roberto Aguirre-Sacasa & Tessa Leigh Williams | 0,191 Mio.      |
| 137        | 20        | Kapitel einhundertundsiebenunddreißig: Auf Wiedersehen, Riverdale          | Chapter One Hundred Thirty-Seven: Goodbye Riverdale            | 23. Aug. 2023        | 24. Aug. 2023                                  | Roberto Aguirre-Sacasa  | Roberto Aguirre-Sacasa                        | 0,208 Mio.      |

## Zuschauerzahlen
| Staffel | Staffel   | Episodennummer | Episodennummer | Episodennummer | Episodennummer | Episodennummer | Episodennummer | Episodennummer | Episodennummer | Episodennummer | Episodennummer | Episodennummer | Episodennummer | Episodennummer | Episodennummer | Episodennummer | Episodennummer | Episodennummer | Episodennummer | Episodennummer | Episodennummer | Episodennummer | Episodennummer |
| Staffel | Staffel   | 1              | 2              | 3              | 4              | 5              | 6              | 7              | 8              | 9              | 10             | 11             | 12             | 13             | 14             | 15             | 16             | 17             | 18             | 19             | 20             | 21             | 22             |
| ------- | --------- | -------------- | -------------- | -------------- | -------------- | -------------- | -------------- | -------------- | -------------- | -------------- | -------------- | -------------- | -------------- | -------------- | -------------- | -------------- | -------------- | -------------- | -------------- | -------------- | -------------- | -------------- | -------------- |
|         | Staffel 1 | 1,378          | 1,151          | 1,197          | 1,139          | 0,975          | 1,089          | 1,028          | 0,992          | 0,907          | 0,872          | 0,885          | 0,977          | 0,962          | N/A            | N/A            | N/A            | N/A            | N/A            | N/A            | N/A            | N/A            | N/A            |
|         | Staffel 2 | 2,342          | 1,764          | 1,617          | 1,509          | 1,469          | 1,431          | 1,445          | 1,478          | 1,432          | 1,444          | 1,338          | 1,338          | 1,284          | 1,259          | 1,19           | 1,156          | 0,962          | 1,104          | 1,166          | 1,111          | 1              | 1,279          |
|         | Staffel 3 | 1,504          | 1,276          | 1,397          | 1,369          | 1,248          | 1,267          | 1,092          | 1,203          | 1,316          | 1,12           | 1,259          | 0,96           | 0,859          | 0,921          | 0,945          | 0,807          | 0,814          | 0,798          | 0,709          | 0,702          | 0,74           | 0,86           |
|         | Staffel 4 | 1,14           | 0,798          | 0,865          | 0,737          | 0,757          | 0,82           | 0,739          | 0,686          | 0,733          | 0,786          | 0,733          | 0,652          | 0,645          | 0,673          | 0,66           | 0,66           | 0,541          | 0,661          | 0,648          | N/A            | N/A            | N/A            |
|         | Staffel 5 | 0,625          | 0,52           | 0,544          | 0,476          | 0,587          | 0,596          | 0,523          | 0,45           | 0,463          | 0,489          | 0,381          | 0,474          | 0,467          | 0,364          | 0,389          | 0,447          | 0,345          | 0,253          | 0,36           | N/A            | N/A            | N/A            |
|         | Staffel 6 | 0,334          | 0,337          | 0,258          | 0,267          | 0,29           | 0,23           | 0,213          | 0,184          | 0,215          | 0,231          | 0,206          | 0,163          | 0,188          | 0,196          | 0,211          | 0,169          | 0,24           | 0,289          | 0,221          | 0,259          | 0,23           | 0,174          |
|         | Staffel 7 | 0,257          | 0,274          | 0,222          | 0,247          | 0,185          | 0,214          | 0,203          | 0,228          | 0,185          | 0,277          | 0,233          | 0,19           | 0,19           | 0,212          | 0,219          | 0,155          | 0,205          | 0,222          | 0,191          | 0,208          | N/A            | N/A            |